# 2019冠状病毒病上海市疫情时间线 (2021年)
本条目介绍2019冠状病毒病上海市疫情于2021年在上海市的情况和确诊病例。

## 2021年1月
1月1日，报告4例境外输入性新冠肺炎确诊病例，其中2例来自以色列，其余分别来自德国和哥伦比亚。新增治愈出院8例，其中来自俄罗斯4例，来自美国2例，来自英国1例，来自北马其顿1例。
1月2日，报告6例境外输入性新冠肺炎确诊病例，其中2例来自美国，其余分别来自埃及、印度、哥伦比亚和赞比亚。新增治愈出院4例，其中来自美国1例，来自俄罗斯1例，来自意大利1例，本地确诊1例。浦东新区散发性疫情在院患者清零。
1月3日，报告4例境外输入性新冠肺炎确诊病例，其中2例来自阿联酋，其余分别来自英国和印度。新增治愈出院5例，其中来自法国2例，来自美国1例，来自格鲁吉亚1例，来自阿联酋1例。
1月4日，报告6例境外输入性新冠肺炎确诊病例，其中2例来自美国，其余分别来自以色列、德国、斯里兰卡和斯洛伐克。
1月5日，报告2例境外输入性新冠肺炎确诊病例，分别来自瑞士和阿联酋。新增治愈出院8例，其中来自美国3例，来自乌兹别克斯坦1例，来自英国1例，来自日本1例，来自西班牙1例，来自法国1例。
1月6日，报告5例境外输入性新冠肺炎确诊病例，其中3例来自美国，其余分别来自日本和法国。新增治愈出院2例，其中来自意大利1例，来自俄罗斯1例。
1月7日，报告8例境外输入性新冠肺炎确诊病例，其中3例来自以色列，2例来自美国，其余分别来自英国、巴西和阿联酋。新增治愈出院3例，其中来自美国1例，来自斯里兰卡1例，来自匈牙利1例。
1月8日，报告7例境外输入性新冠肺炎确诊病例，其中来自美国和西班牙各2例，其余分别来自北马其顿、印度和西班牙。新增治愈出院4例，其中来自以色列1例，来自瑞士1例，来自法国1例，来自保加利亚1例。
1月9日，报告4例境外输入性新冠肺炎确诊病例，分别来自瑞士、贝宁、以色列和尼日利亚。新增治愈出院3例，其中来自俄罗斯1例，来自法国1例，来自台湾地区1例。
1月10日，报告2例境外输入性新冠肺炎确诊病例，均来自美国。新增治愈出院8例，其中来自俄罗斯1例，来自法国1例，来自美国1例，来自英国1例，来自西班牙1例，来自斯里兰卡1例，来自刚果金1例，来自土耳其1例。
1月11日，报告4例境外输入性新冠肺炎确诊病例，均来自美国。新增治愈出院14例，其中来自美国7例，来自俄罗斯4例，来自匈牙利1例，来自塞尔维亚1例，来自哥伦比亚1例。
1月12日，报告5例境外输入性新冠肺炎确诊病例，其中3例来自意大利，其余分别来自瑞士和法国。新增治愈出院6例，其中来自美国3例，来自巴西1例，来自哥伦比亚1例，来自印度1例。
1月13日，报告8例境外输入性新冠肺炎确诊病例，其中3例来自美国，其余分别来自尼日利亚、墨西哥、白俄罗斯、阿联酋和意大利。新增治愈出院4例，其中来自印度2例，来自美国1例，来自英国1例。
1月14日，报告2例境外输入性新冠肺炎确诊病例，分别来自哥伦比亚和毛里塔尼亚。新增治愈出院8例，其中来自美国2例，来自德国1例，来自斯里兰卡1例，来自俄罗斯1例，来自肯尼亚1例，来自斯洛伐克1例，来自赞比亚1例。
1月15日，报告7例境外输入性新冠肺炎确诊病例，其中3例来自以色列，2例来自美国，其余分别来自哥伦比亚和香港。新增治愈出院2例，其中来自阿联酋1例，来自美国1例。
1月16日，报告4例境外输入性新冠肺炎确诊病例，分别来自玻利维亚、德国、马来西亚和布基纳法索。新增治愈出院8例，其中来自英国2例，来自匈牙利1例，来自以色列1例，来自埃及1例，来自瑞士1例，来自法国1例，来自日本1例。
1月17日，报告4例境外输入性新冠肺炎确诊病例，分别来自加蓬、瑞士、塞尔维亚和斯里兰卡。新增治愈出院6例，其中来自阿联酋2例，来自巴西1例，来自德国1例，来自瑞士1例，来自以色列1例。
1月18日，报告4例境外输入性新冠肺炎确诊病例，分别来自美国、乌兹别克斯坦、奥地利和德国。新增治愈出院4例，其中来自美国1例，来自墨西哥1例，来自西班牙1例，来自印度1例。
1月19日，报告4例境外输入性新冠肺炎确诊病例，其中2例来自意大利，其余分别来自加拿大和阿联酋。新增治愈出院3例，其中来自阿联酋1例，来自以色列1例，来自瑞士1例。
1月20日，上海仁济医院西院区在对医务人员和外包后勤保障人员开展例行新冠肺炎核酸检测中发现一人检测结果可疑。根据防控要求，已对该人员进行进一步临床检查和实验室复核，并对相关人员进行追踪排查和流行病学调查，该院也于1月21日起暂停门诊服务。当日，上海报告9例境外输入性新冠肺炎确诊病例，其中3例来自美国，2例来自巴西，其余分别来自法国、芬兰、瑞士和德国。新增治愈出院1例，来自法国。
1月21日，报告3例境外输入性新冠肺炎确诊病例，分别来自美国、瑞士、印度。新增本地新冠肺炎确诊病例6例，均在黄浦区。新增治愈出院4例，其中来自美国2例，来自巴西1例，来自北马其顿1例。
1月22日，报告8例境外输入性新冠肺炎确诊病例，其中2例来自黑山，其余分别来自日本、以色列、英国、美国、加拿大和意大利。新增本地新冠肺炎确诊病例3例，其中2例为宝山区报告，1例为黄浦区报告。宝山区报告的2例系21日确诊病例的父母，黄浦区报告病例系21日确诊病例的朋友，住在黄浦区酒店。新增治愈出院1例，来自以色列。
1月23日，报告3例境外输入性新冠肺炎确诊病例，分别来自墨西哥、巴西和美国。新增本地新冠肺炎确诊病例3例，均在黄浦区。新增治愈出院5例，其中来自英国1例，来自美国1例，来自西班牙1例，来自阿联酋1例，来自白俄罗斯1例。
1月24日，报告2例境外输入性新冠肺炎确诊病例，分别来自以色列和日本。新增本地新冠肺炎确诊病例1例（在黄浦区）。新增治愈出院9例，其中来自以色列2例，来自美国2例，来自英国1例，来自阿联酋1例，来自法国1例，来自瑞士1例，来自毛里塔尼亚1例。
1月25日，报告8例境外输入性新冠肺炎确诊病例，分别来自墨西哥、美国、法国、马里、亚美尼亚、罗马尼亚、美国和埃及。新增本地新冠肺炎确诊病例2例，分别为黄浦区、长宁区常住人员。新增治愈出院1例，来自阿联酋。
1月26日，报告5例境外输入性新冠肺炎确诊病例，其中3例来自美国，其余分别来自捷克和意大利。新增本地新冠肺炎确诊病例1例，常住黄浦区，系1月21日确诊病例的密接者（兄妹关系）。新增治愈出院14例，其中来自加拿大5例，来自以色列3例，来自美国2例，来自德国1例，来自贝宁1例，来自意大利1例，来自哥伦比亚1例。
1月27日，报告7例境外输入性新冠肺炎确诊病例，其中3例来自美国，其余分别来自刚果、阿联酋、巴西和墨西哥。新增治愈出院3例，其中来自英国1例，来自塞尔维亚1例，来自加蓬1例。
1月28日，报告9例境外输入性新冠肺炎确诊病例，其中2例来自日本（母子关系），其余分别来自阿联酋、俄罗斯、法国、墨西哥、阿根廷、几内亚和美国。新增治愈出院5例，其中来自英国2例，来自德国1例，来自奥地利1例，来自阿联酋1例。
1月29日，报告9例境外输入性新冠肺炎确诊病例，其中3例来自摩洛哥，其余分别来自印度、香港、美国、以色列、德国和塞内加尔。新增本地新冠肺炎确诊病例2例，分别为黄浦区、宝山区常住人员，均为确诊病例的密接者。新增治愈出院4例，其中来自意大利2例，来自日本1例，来自布基纳法索1例，来自塞内加尔1例。
1月30日，报告7例境外输入性新冠肺炎确诊病例，其中3例来自巴西，其余分别来自日本、几内亚、贝宁和美国。新增治愈出院3例，其中来自阿联酋1例，来自法国1例，来自瑞士1例。
1月31日，报告4例境外输入性新冠肺炎确诊病例，分别来自斯洛文尼亚、马里、摩洛哥、尼日尔。新增治愈出院4例，其中来自德国2例，来自美国1例，来自瑞士1例。

## 2021年2月
2月1日，报告7例境外输入性新冠肺炎确诊病例，其中2例来自美国，其余分别来自克罗地亚、芬兰、法国、菲律宾和土耳其。新增治愈出院2例，其中来自以色列1例，来自意大利1例。
2月2日，报告4例境外输入性新冠肺炎确诊病例，分别来自马来西亚、德国、埃塞俄比亚和法国。新增治愈出院4例，其中来自阿联酋1例，来自芬兰1例，来自美国1例，来自墨西哥1例。
2月3日，上海新增3例本地新冠肺炎确诊病例（2例来自黄浦区、1例来自宝山区），新增2例境外输入病例，分别来自加拿大和阿联酋。新增治愈出院10例，其中来自加拿大4例，来自美国3例，来自巴西1例，来自瑞士1例，来自以色列1例。
2月4日，报告9例境外输入性新冠肺炎确诊病例，其中2例来自美国，其余分别来自马里、意大利、几内亚、阿联酋、香港、阿尔及利亚和德国。新增本地新冠肺炎确诊病例1例，该病例常住浦东新区，系确诊病例的密接者。新增治愈出院8例，其中来自哥伦比亚1例，来自美国1例，来自日本1例，来自加拿大1例，来自马里1例，来自法国1例，来自亚美尼亚1例，来自罗马尼亚1例。
2月5日，报告5例境外输入性新冠肺炎确诊病例，其中2例来自埃塞俄比亚，其余分别来自巴西、美国和阿尔及利亚。新增治愈出院2例，其中来自尼日利亚1例，来自捷克1例。
2月6日，报告3例境外输入性新冠肺炎确诊病例，其中2例来自埃塞俄比亚，另1例来自印度。新增治愈出院5例，其中来自美国4例，来自斯里兰卡1例。
2月7日，报告7例境外输入性新冠肺炎确诊病例，其中3例来自法国，其余分别来自波兰、德国、几内亚和科特迪瓦。新增治愈出院10例，其中来自美国3例，来自阿联酋2例，来自乌兹别克斯坦1例，来自加拿大1例，来自巴西1例，来自刚果1例，来自阿根廷1例。
2月8日，报告2例境外输入性新冠肺炎确诊病例，分别来自埃塞俄比亚和法国。新增治愈出院6例，其中来自摩洛哥2例，来自法国1例，来自美国1例，来自印度1例，来自香港1例。
2月9日，报告6例境外输入性新冠肺炎确诊病例，其中3例来自阿联酋，其余分别来自日本、几内亚和德国。新增治愈出院4例，其中来自美国1例，来自意大利1例，来自印度1例，来自墨西哥1例。
2月10日，无新增确诊病例。新增治愈出院7例，其中来自美国1例，来自俄罗斯1例，来自德国1例，来自塞内加尔1例，来自马来西亚1例，来自尼日尔1例，来自斯洛文尼亚1例。
2月11日，报告7例境外输入性新冠肺炎确诊病例，其中3例来自埃塞俄比亚，2例来自印度，其余分别来自几内亚和法国，新增3名埃塞俄比亚输入人员及1名几内亚输入人员来自同一航班。新增治愈出院7例，其中来自巴西2例，来自克罗地亚1例，来自土耳其1例，来自芬兰1例，来自菲律宾1例，来自香港1例。
2月12日，报告3例境外输入性新冠肺炎确诊病例，均来自埃塞俄比亚。新增治愈出院6例，其中来自美国2例，来自墨西哥1例，来自玻利维亚1例，来自埃塞俄比亚1例，来自德国1例。
2月13日，报告2例境外输入新冠肺炎确诊病例，分别来自埃塞俄比亚和德国。新增治愈出院4例，其中来自意大利2例，来自美国1例，来自摩洛哥1例。
2月14日，报告1例境外输入性新冠肺炎确诊病例，来自尼日尔。新增治愈出院7例，其中来自美国1例，来自法国1例，来自加拿大1例，来自德国1例，来自阿联酋1例，来自阿尔及利亚1例，本土病例1例。
2月15日，报告5例境外输入性新冠肺炎确诊病例，其中来自法国和日本各2例，来自美国1例。新增治愈出院12例，其中来自美国4例，来自阿联酋1例，来自埃及1例，来自墨西哥1例，来自巴西1例，来自摩洛哥1例，来自法国1例，来自阿尔及利亚1例，来自香港1例。
2月16日，无新增确诊病例。新增治愈出院8例，其中来自埃塞俄比亚2例，来自巴西2例，来自美国1例，来自印度1例，来自黑山1例，本土病例1例。
2月17日，报告4例境外输入性新冠肺炎确诊病例，其中来自阿联酋2例，其余分别来自日本和埃塞俄比亚。新增治愈出院6例，其中来自美国2例，来自法国2例，来自意大利1例，来自巴西1例。
2月18日，上海市疾控中心发布信息称，1月21日以来，上海市报告22例本地新冠肺炎确诊病例，综合流行病学调查、病原学检测、血清学检测和病毒全基因组测序结果，经国家和上海市专家分析研判认为，系由境外病原引起的、高度同源、同一传播链的本地新冠肺炎疫情。当日报告7例境外输入性新冠肺炎确诊病例，其中2例来自美国，其余分别来自阿联酋、科特迪瓦、埃塞俄比亚、印度和荷兰。新增治愈出院境外输入病例4例，其中来自美国2例，来自法国1例，来自埃塞俄比亚1例。新增治愈出院本土确诊病例2例。
2月19日，报告2例境外输入性新冠肺炎确诊病例，均来自埃塞俄比亚。新增治愈出院4例，其中来自马里2例，来自美国1例，来自波兰1例。
2月20日，报告3例境外输入性新冠肺炎确诊病例，其中来自美国2例，来自德国1例。新增治愈出院境外输入病例1例，来自墨西哥。新增治愈出院本土确诊病例2例。
2月21日，报告2例境外输入性新冠肺炎确诊病例，分别来自乌克兰和英国。新增治愈出院境外输入病例13例，其中来自埃塞俄比亚4例，来自日本4例，来自阿联酋1例，来自以色列1例，来自马来西亚1例，来自几内亚1例，来自美国1例。新增治愈出院本土确诊病例2例。
2月22日，无新增确诊病例。新增治愈出院6例，其中来自埃塞俄比亚2例，来自德国1例，来自法国1例，来自日本1例，来自新加坡1例。
2月23日，报告3例境外输入性新冠肺炎确诊病例，分别来自埃塞俄比亚和荷兰。新增治愈出院境外输入病例2例，其中来自埃塞俄比亚1例，来自德国1例。新增治愈出院本土确诊病例1例。
2月24日，报告3例境外输入性新冠肺炎确诊病例，分别来自斯里兰卡、美国和阿联酋。新增治愈出院境外输入病例3例，其中来自德国1例，来自科特迪瓦1例，来自美国1例。新增治愈出院本土确诊病例1例。
2月25日，报告4例境外输入性新冠肺炎确诊病例，分别来自日本、马里、阿联酋和美国。新增治愈出院10例，其中来自美国4例，来自法国2例，来自阿联酋1例，来自日本1例，来自几内亚1例，来自以色列1例。
2月26日，报告1例境外输入性新冠肺炎确诊病例，来自斯洛伐克。新增治愈出院境外输入病例4例，其中来自埃塞俄比亚2例，来自德国1例，来自几内亚1例。新增治愈出院本土确诊病例2例。
2月27日，无新增确诊病例。新增治愈出院境外输入病例3例，其中来自阿联酋2例，来自贝宁1例。新增治愈出院本土确诊病例1例。
2月28日，报告2例境外输入性新冠肺炎确诊病例，分别来自英国和香港。新增治愈出院境外输入病例5例，其中来自美国1例，来自阿联酋1例，来自埃塞俄比亚1例，来自荷兰1例，来自科特迪瓦1例。新增治愈出院本土确诊病例1例。

## 2021年3月
3月1日，报告1例境外输入性新冠肺炎确诊病例，来自美国。新增治愈出院5例，其中来自埃塞俄比亚2例，来自美国1例，来自尼日尔1例，来自黑山1例。
3月2日，无新增确诊病例。新增治愈出院8例，其中来自印度3例，来自美国1例，来自英国1例，来自德国1例，来自意大利1例，来自几内亚1例。
3月3日，报告5例境外输入性新冠肺炎确诊病例，来自阿联酋。新增治愈出院4例，其中来自美国1例，来自英国1例，来自阿联酋1例，来自尼日利亚1例。
3月4日，报告6例境外输入性新冠肺炎确诊病例，分别来自瑞士、阿联酋、马里、刚果金、法国和以色列。新增治愈出院2例，其中来自日本1例，来自几内亚1例。
3月5日，报告1例境外输入性新冠肺炎确诊病例，来自以色列。新增治愈出院4例，其中来自阿联酋1例，来自埃塞俄比亚1例，来自斯洛伐克1例，本土病例1例。
3月6日，报告2例境外输入性新冠肺炎确诊病例，分别来自德国和美国。新增治愈出院1例，来自美国。
3月7日，报告5例境外输入性新冠肺炎确诊病例，其中2例来自美国，其余分别来自阿联酋、芬兰和埃塞俄比亚。新增治愈出院5例，其中来自美国2例，来自日本1例，来自乌克兰1例，来自马里1例。
3月8日，报告2例境外输入性新冠肺炎确诊病例，分别来自塞尔维亚和巴拿马。新增治愈出院3例，其中来自法国1例，来自几内亚1例，本土病例1例。
3月9日，报告2例境外输入新冠肺炎确诊病例，分别来自日本和柬埔寨。新增治愈出院本土病例1例。
3月10日，报告5例境外输入性新冠肺炎确诊病例，其中2例来自法国，其余分别来自北马其顿、埃塞俄比亚和阿联酋。新增治愈出院3例，其中来自阿联酋2例，来自埃塞俄比亚1例。
3月11日，报告3例境外输入性新冠肺炎确诊病例，其中2例来自阿联酋，另1例来自科特迪瓦。新增治愈出院1例，来自美国。
3月12日，报告2例境外输入性新冠肺炎确诊病例，分别来自美国和西班牙。新增治愈出院1例，来自荷兰。
3月13日，报告4例境外输入性新冠肺炎确诊病例，其中2例来自日本，其余分别来自印度尼西亚和埃塞俄比亚。新增治愈出院4例，其中来自阿联酋3例，来自美国1例。
3月14日，报告1例境外输入性新冠肺炎确诊病例，来自马里。新增治愈出院2例，其中来自以色列1例，来自瑞士1例。
3月15日，报告5例境外输入性新冠肺炎确诊病例，分别来自马里、日本、墨西哥、阿联酋和塞尔维亚。新增治愈出院3例，其中来自法国1例，来自日本1例，来自以色列1例。
3月16日，报告1例境外输入性新冠肺炎确诊病例，来自阿联酋。新增治愈出院4例，其中来自阿联酋1例，来自美国1例，来自塞尔维亚1例，来自巴拿马1例。
3月17日，报告2例境外输入性新冠肺炎确诊病例，分别来自阿联酋和格鲁吉亚。新增治愈出院境外输入病例3例，其中来自美国1例，来自阿联酋1例，来自芬兰1例。新增治愈出院本土确诊病例2例。
3月18日，报告5例境外输入性新冠肺炎确诊病例，其中4例来自阿联酋，另1例来自巴西。新增治愈出院1例，来自阿联酋。
3月20日，报告4例境外输入性新冠肺炎确诊病例，分别来自台湾、保加利亚、匈牙利和尼日尔。新增治愈出院4例，其中来自阿联酋2例，来自美国1例，来自埃塞俄比亚1例。
3月21日，报告3例境外输入性新冠肺炎确诊病例，分别来自俄罗斯、尼日尔和日本。新增治愈出院3例，其中来自日本1例，来自柬埔寨1例，来自科特迪瓦1例。
3月22日，新增境外输入性新冠肺炎确诊病例1例，来自美国。新增治愈出院4例，其中来自阿联酋2例，来自中国香港1例，来自美国1例。
3月23日，报告3例境外输入性新冠肺炎确诊病例，分别来自英国、斯里兰卡和美国。新增治愈出院4例，其中来自英国1例，来自德国1例，来自西班牙1例，来自日本1例。
3月24日，报告4例境外输入性新冠肺炎确诊病例，分别来自塞尔维亚、法国、德国和瑞士。
3月25日，报告7例境外输入性新冠肺炎确诊病例，其中来自赞比亚和埃塞俄比亚各2例，其余分别来自日本、塞内加尔和哥斯达黎加。新增治愈出院4例，其中来自斯里兰卡1例，来自阿联酋1例，来自刚果金1例，来自墨西哥1例。
3月26日，报告6例境外输入性新冠肺炎确诊病例，其中2例来自埃塞俄比亚，其余分别来自瑞士、布基纳法索、以色列和加纳。新增治愈出院3例，其中来自马里2例，来自阿联酋1例。
3月27日，报告2例境外输入新冠肺炎确诊病例，分别来自德国和日本。新增治愈出院1例，来自日本。
3月28日，报告1例境外输入性新冠肺炎确诊病例，来自俄罗斯。新增治愈出院6例，其中来自阿联酋3例，来自巴西1例，来自埃塞俄比亚1例，来自格鲁吉亚1例。
3月29日，报告3例境外输入性新冠肺炎确诊病例，分别来自刚果金、俄罗斯和法国。新增治愈出院1例，来自日本。
3月30日，无新增确诊病例，新增治愈出院1例，来自印度尼西亚。
3月31日，报告3例境外输入性新冠肺炎确诊病例，其中2例来自刚果金，另1例来自哥伦比亚。新增治愈出院1例，来自台湾。

## 2021年4月
4月1日，报告2例境外输入性新冠肺炎确诊病例，分别来自德国和美国。新增治愈出院1例，来自保加利亚。
4月2日，报告4例境外输入性新冠肺炎确诊病例，其中3例来自美国（系乘坐同一航班），另1例来自德国。新增治愈出院5例，其中来自尼日尔2例，来自阿联酋1例，来自英国1例，来自俄罗斯1例。
4月3日，报告6例境外输入性新冠肺炎确诊病例，其中5例来自美国（系乘坐同一航班），另1例来自法国。新增治愈出院1例，来自德国。
4月4日，报告3例境外输入性新冠肺炎确诊病例，分别来自俄罗斯、塞内加尔和马里。新增治愈出院6例，其中来自北马其顿1例，来自俄罗斯1例，来自法国1例，来自瑞士1例，来自哥斯达黎加1例，来自赞比亚1例。
4月5日，报告2例境外输入性新冠肺炎确诊病例，分别来自俄罗斯和埃塞俄比亚。新增治愈出院8例，其中来自埃塞俄比亚3例，来自马里1例，来自阿联酋1例，来自日本1例，来自斯里兰卡1例，来自以色列1例。
4月6日，报告2例境外输入性新冠肺炎确诊病例，均来自加拿大（系乘坐同一航班）。新增治愈出院4例，其中来自美国1例，来自赞比亚1例，来自瑞士1例，来自布基纳法索1例。
4月7日，报告9例境外输入性新冠肺炎确诊病例，其中来自美国和巴西各2例，其余分别来自德国、俄罗斯、日本、瑞士和刚果金。新增治愈出院2例，其中来自法国1例，来自日本1例。
4月8日，报告3例境外输入性新冠肺炎确诊病例，分别来自俄罗斯、香港和柬埔寨。新增治愈出院1例，来自刚果金。
4月9日，报告4例境外输入新冠肺炎确诊病例，分别来自科特迪瓦、刚果金、美国和斯里兰卡。
4月10日，报告2例境外输入性新冠肺炎确诊病例，分别来自多哥和德国。新增治愈出院5例，其中来自刚果金2例，来自科特迪瓦1例，来自塞内加尔1例，来自俄罗斯1例。
4月11日，报告3例境外输入性新冠肺炎确诊病例，分别来自塞尔维亚、卡塔尔和加拿大。
4月12日，报告1例境外输入性新冠肺炎确诊病例，来自匈牙利。
4月13日，报告5例境外输入性新冠肺炎确诊病例，其中来自法国和以色列各2例，来自美国1例。新增治愈出院1例，来自哥伦比亚。
4月14日，报告3例境外输入性新冠肺炎确诊病例，分别来自卡塔尔、法国和加蓬。新增治愈出院5例，其中来自法国2例，来自美国1例，来自塞尔维亚1例，来自塞内加尔1例。
4月15日，报告3例境外输入性新冠肺炎确诊病例，其中来自泰国2例，来自巴西1例。新增治愈出院2例，其中来自马里1例，来自埃塞俄比亚1例。
4月16日，报告3例境外输入性新冠肺炎确诊病例，分别来自泰国、俄罗斯和美国。
4月17日，报告2例境外输入性新冠肺炎确诊病例，分别来自埃塞俄比亚和印度。新增治愈出院4例，其中来自埃塞俄比亚1例，来自俄罗斯1例，来自日本1例，来自瑞士1例。
4月18日，报告1例境外输入性新冠肺炎确诊病例，来自俄罗斯。新增治愈出院1例，来自俄罗斯。
4月19日，报告3例境外输入性新冠肺炎确诊病例，分别来自泰国、埃塞俄比亚和德国。新增治愈出院1例，来自法国。
4月20日，报告3例境外输入性新冠肺炎确诊病例，分别来自尼日尔、英国和俄罗斯。新增治愈出院5例，其中来自美国1例，来自俄罗斯1例，来自匈牙利1例，来自加拿大1例，来自多哥1例。
4月21日，报告1例境外输入性新冠肺炎确诊病例，来自西班牙。
4月22日，报告5例境外输入性新冠肺炎确诊病例，分别来自尼日利亚、埃塞俄比亚、马里、新西兰和斯洛文尼亚。其中新西兰输入病例于3月28日入境，至4月11日隔离期满解除隔离后出现发热、咳嗽等症状，其后被确诊。新增治愈出院4例，其中来自德国2例，来自美国1例，来自巴西1例。
4月23日，报告3例境外输入性新冠肺炎确诊病例，均来自刚果金，乘坐同一航班入境。新增治愈出院3例，分别来自埃塞俄比亚1例，来自柬埔寨1例，来自香港1例。
4月24日，报告9例境外输入性新冠肺炎确诊病例，其中来自俄罗斯2例，其余分别来自法国、布基纳法索、以色列、埃塞俄比亚、塞尔维亚、柬埔寨和法国。新增治愈出院2例，其中来自法国1例，来自刚果金1例。
4月25日，报告2例境外输入性新冠肺炎确诊病例，分别来自俄罗斯和美国。新增治愈出院3例，其中来自科特迪瓦1例，来自塞尔维亚1例，来自以色列1例。
4月26日，报告1例境外输入性新冠肺炎确诊病例，来自刚果金。新增治愈出院3例，其中来自加拿大1例，来自俄罗斯1例，来自德国1例。
4月27日，报告2例境外输入性新冠肺炎确诊病例，分别来自巴西和土耳其。新增治愈出院3例，其中来自加纳1例，来自巴西1例，来自匈牙利1例。
4月28日，报告5例境外输入性新冠肺炎确诊病例，其中来自几内亚2例，其余分别来自西班牙、阿联酋和布基纳法索。新增治愈出院3例，均来自美国。
4月29日，报告7例境外输入性新冠肺炎确诊病例，其中来自埃塞俄比亚和几内亚各2例，其余分别来自马来西亚、马里和毛里塔尼亚。新增治愈出院3例，其中来自美国1例，来自以色列1例，来自加蓬1例。
4月30日，报告3例境外输入性新冠肺炎确诊病例，分别来自科特迪瓦、马里和以色列。新增治愈出院5例，其中来自美国1例，来自德国1例，来自俄罗斯1例，来自西班牙1例，来自斯里兰卡1例。

## 2021年5月
5月1日，报告4例境外输入性新冠肺炎确诊病例，其中来自美国2例，其余分别来自几内亚和巴林。新增治愈出院3例，其中来自美国1例，来自泰国1例，来自俄罗斯1例。
5月2日，报告5例境外输入性新冠肺炎确诊病例，其中3例来自巴林，其余分别来自乌克兰和俄罗斯。新增治愈出院4例，其中来自尼日利亚1例，来自马里1例，来自埃塞俄比亚1例，来自斯洛文尼亚1例。
5月3日，报告3例境外输入新冠肺炎确诊病例，分别来自阿联酋、马里和俄罗斯。新增治愈出院5例，其中来自德国1例，来自美国1例，来自刚果（金）3例。
5月4日，无新增确诊病例。新增治愈出院4例，其中来自以色列1例，来自法国1例，来自布基纳法索1例，来自俄罗斯1例。
5月5日，无新增确诊病例。新增治愈出院2例，其中来自法国1例，来自巴西1例。
5月6日，报告5例境外输入性新冠肺炎确诊病例，其中来自加蓬2例，其余分别来自西班牙、以色列和德国。新增治愈出院5例，其中来自美国2例，来自卡塔尔1例，来自埃塞俄比亚1例，来自塞尔维亚1例。
5月7日，报告2例境外输入性新冠肺炎确诊病例，分别来自几内亚和韩国。新增治愈出院6例，其中来自日本1例，来自尼日尔1例，来自新西兰1例，来自塞尔维亚1例，来自俄罗斯1例，来自马来西亚1例。
5月8日，报告6例境外输入性新冠肺炎确诊病例，其中来自以色列3例，其余分别来自阿联酋、加蓬和美国。新增治愈出院4例，其中来自埃塞俄比亚1例，来自西班牙1例，来自阿联酋1例，来自布基纳法索1例。
5月9日，报告4例境外输入性新冠肺炎确诊病例，其中来自柬埔寨3例，另1例来自以色列。新增治愈出院3例，其中来自美国1例，来自马里1例，来自几内亚1例。
5月10日，报告4例境外输入性新冠肺炎确诊病例，分别来自以色列、英国、俄罗斯和德国。新增治愈出院2例，其中来自加拿大1例，来自毛里塔尼亚1例。
5月11日，报告3例境外输入性新冠肺炎确诊病例，其中来自加蓬2例，另1例来自日本。新增治愈出院3例，其中来自美国1例，来自法国1例，来自埃塞俄比亚1例。
5月12日，报告2例境外输入性新冠肺炎确诊病例，分别来自美国和阿联酋。新增治愈出院5例，其中来自刚果金1例，来自印度1例，来自泰国1例，来自俄罗斯1例，来自土耳其1例。
5月13日，报告1例境外输入性新冠肺炎确诊病例，来自科特迪瓦。新增治愈出院4例，其中来自以色列1例，来自美国1例，来自俄罗斯1例，来自马里1例。
5月14日，报告3例境外输入性新冠肺炎确诊病例，均来自芬兰，属一家三口。新增治愈出院3例，其中来自英国1例，来自几内亚1例，来自柬埔寨1例。
5月15日，报告2例境外输入性新冠肺炎确诊病例，分别来自美国和以色列。新增治愈出院3例，其中来自马里1例，来自巴林1例，来自俄罗斯1例。
5月16日，报告6例境外输入性新冠肺炎确诊病例，其中来自德国2例，其余分别来自马里、科特迪瓦、法国和俄罗斯。新增治愈出院4例，其中来自加蓬2例，来自巴西1例，来自以色列1例。
5月17日，报告4例境外输入性新冠肺炎确诊病例，其中来自俄罗斯3例，另外1例来自香港。新增治愈出院5例，其中来自卡塔尔1例，来自美国1例，来自刚果金1例，来自几内亚1例，来自韩国1例。
5月18日，报告9例境外输入性新冠肺炎确诊病例，其中来自俄罗斯4例，来自以色列2例，其余分别来自突尼斯、几内亚和阿联酋。新增治愈出院4例，其中来自美国1例，来自俄罗斯1例，来自阿联酋1例，来自加蓬1例。
5月19日，报告2例境外输入性新冠肺炎确诊病例，分别来自加拿大和赞比亚。新增治愈出院2例，其中来自埃塞俄比亚1例，来自以色列1例。
5月20日，报告9例境外输入性新冠肺炎确诊病例，其中来自巴西和柬埔寨各2例，其余分别来自阿联酋、美国、突尼斯、意大利和德国。新增治愈出院6例，其中来自几内亚2例，来自法国1例，来自泰国1例，来自埃塞俄比亚1例，来自乌克兰1例。
5月21日，报告1例境外输入性新冠肺炎确诊病例，来自以色列。新增治愈出院4例，其中来自加蓬2例，来自以色列1例，来自泰国1例。
5月22日，报告4例境外输入性新冠肺炎确诊病例，分别来自台湾、哥伦比亚、马来西亚和柬埔寨。新增治愈出院1例，来自美国。
5月23日，报告3例境外输入性新冠肺炎确诊病例，其中来自柬埔寨2例，来自俄罗斯1例。
5月24日，报告3例境外输入性新冠肺炎确诊病例，其中来自法国2例，来自英国1例。新增治愈出院4例，其中来自几内亚1例，来自巴林1例，来自以色列1例，来自日本1例。
5月25日，报告6例境外输入性新冠肺炎确诊病例，分别来自美国、柬埔寨、俄罗斯、布基纳法索、马来西亚和台湾。新增治愈出院4例，其中来自以色列2例，来自英国1例，来自美国1例。
5月26日，报告1例境外输入性新冠肺炎确诊病例，来自加拿大。新增治愈出院4例，其中来自柬埔寨1例、来自马里1例、来自法国1例、来自科特迪瓦1例。
5月27日，报告2例境外输入性新冠肺炎确诊病例，分别来自奥地利和阿联酋。新增治愈出院6例，其中来自德国2例，来自以色列1例，来自科特迪瓦1例，来自俄罗斯1例，来自中国香港1例。
5月28日，报告7例境外输入性新冠肺炎确诊病例，其中来自俄罗斯2例，其余分别来自塞尔维亚、泰国、日本、尼日利亚和德国。新增治愈出院4例，其中来自以色列2例，来自西班牙1例，来自阿联酋1例。
5月29日，报告5例境外输入性新冠肺炎确诊病例，其中来自柬埔寨2例，其余分别来自刚果金、丹麦和塞尔维亚。新增治愈出院1例，来自赞比亚。
5月30日，报告2例境外输入性新冠肺炎确诊病例，均来自俄罗斯。新增治愈出院3例，分别来自突尼斯1例，来自巴西1例，来自德国1例。
5月31日，报告7例境外输入性新冠肺炎确诊病例，其中来自斯里兰卡2例，其余分别来自德国、俄罗斯、喀麦隆、几内亚和法国。新增治愈出院4例，其中来自德国1例，来自俄罗斯1例，来自柬埔寨1例，来自以色列1例。

## 2021年6月
6月1日，报告6例境外输入性新冠肺炎确诊病例，分别来自尼日利亚、埃塞俄比亚、东帝汶、刚果金、柬埔寨和匈牙利。新增治愈出院5例，其中来自美国1例，来自芬兰1例，来自阿联酋1例，来自马来西亚1例，来自柬埔寨1例。
6月2日，报告3例境外输入性新冠肺炎确诊病例，分别来自俄罗斯、莫桑比克和阿联酋。新增治愈出院2例，其中来自巴林1例，来自柬埔寨1例。
6月3日，报告5例境外输入性新冠肺炎确诊病例，其中来自阿联酋2例，其余分别来自津巴布韦、柬埔寨和美国。新增治愈出院5例，其中来自俄罗斯1例，来自巴西1例，来自英国1例，来自尼日尔1例，来自法国1例。
6月4日，报告1例境外输入性新冠肺炎确诊病例，来自美国。新增治愈出院5例，其中来自美国2例，来自科特迪瓦1例，来自俄罗斯1例，来自柬埔寨1例。
6月5日，报告7例境外输入性新冠肺炎确诊病例，其中来自美国2例，其余分别来自俄罗斯、泰国、刚果金、加纳和台湾。新增治愈出院3例，其中来自柬埔寨2例，来自加拿大1例。
6月6日，报告4例境外输入性新冠肺炎确诊病例，分别来自柬埔寨、俄罗斯、美国和加拿大。
6月7日，报告2例境外输入性新冠肺炎确诊病例，分别来自英国和日本。新增治愈出院8例，其中来自俄罗斯2例，来自阿联酋1例，来自德国1例，来自突尼斯1例，来自柬埔寨1例，来自塞尔维亚1例，来自尼日利亚1例。
6月8日，报告2例境外输入性新冠肺炎确诊病例，分别来自阿联酋和科特迪瓦。新增治愈出院5例，其中来自柬埔寨2例，来自俄罗斯1例，来自泰国1例，来自德国1例。
6月9日，报告7例境外输入性新冠肺炎确诊病例，其中来自柬埔寨2例，其余分别来自马来西亚、加拿大、法国、巴西和刚果金。新增治愈出院5例，其中来自布基纳法索1例，来自阿联酋1例，来自奥地利1例，来自刚果金1例，来自俄罗斯1例。
6月10日，报告2例境外输入性新冠肺炎确诊病例，分别来自台湾和日本。新增治愈出院4例，其中来自丹麦1例 ，来自塞尔维亚1例，来自喀麦隆1例 ，来自法国1例。
6月11日，报告8例境外输入性新冠肺炎确诊病例，其中来自美国2例，其余分别来自塞内加尔、泰国、吉布提、台湾、以色列和英国。新增治愈出院4例，其中来自柬埔寨1例 ，来自匈牙利1例，来自刚果金1例，来自尼日利亚1例。
6月12日，报告6例境外输入性新冠肺炎确诊病例，其中来自西班牙2例，其余分别来自马尔代夫、埃塞俄比亚、柬埔寨和美国。新增治愈出院10例，其中来自俄罗斯3例，来自巴林1例，来自阿联酋1例，来自几内亚1例，来自哥伦比亚1例，来自日本1例，来自德国1例，来自莫桑比克1例。
6月13日，报告5例境外输入性新冠肺炎确诊病例，其中来自俄罗斯3例，其余分别来自格鲁吉亚和智利。
6月14日，报告5例境外输入性新冠肺炎确诊病例，其中来自俄罗斯2例，其余分别来自几内亚、柬埔寨和英国。
6月15日，报告3例境外输入性新冠肺炎确诊病例，分别来自刚果金、阿联酋和埃塞俄比亚。新增治愈出院3例，其中来自斯里兰卡1例 ，来自阿联酋1例，来自美国1例。
6月16日，报告2例境外输入性新冠肺炎确诊病例，分别来自俄罗斯和英国。新增治愈出院7例，其中来自美国2例，来自俄罗斯1例，来自阿联酋1例，来自马来西亚1例，来自津巴布韦1例，来自加纳1例。
6月17日，报告3例境外输入性新冠肺炎确诊病例，分别来自几内亚、刚果金和俄罗斯。
6月18日，报告6例境外输入性新冠肺炎确诊病例，其中来自柬埔寨2例，其余分别来自刚果金、西班牙、加拿大和英国。新增治愈出院9例，其中来自俄罗斯2例，来自美国1例，来自芬兰1例，来自德国1例，来自意大利1例，来自几内亚1例，来自柬埔寨1例，来自科特迪瓦1例。
6月19日，报告3例境外输入新冠肺炎确诊病例，分别来自刚果金、俄罗斯和斯里兰卡。新增治愈出院1例，来自法国。
6月20日，报告1例境外输入新冠肺炎确诊病例，来自阿联酋。
6月21日，报告1例境外输入性新冠肺炎确诊病例，来自泰国。新增治愈出院7例，其中来自柬埔寨2例，来自美国1例，来自加拿大1例，来自日本1例，来自斯里兰卡1例，来自芬兰1例。
6月22日，报告6例境外输入性新冠肺炎确诊病例，其中来自美国和法国各2例，其余分别来自俄罗斯和泰国。新增治愈出院2例，其中来自美国1例，来自埃塞俄比亚1例。
6月23日，无新增确诊病例。新增治愈出院17例，其中来自俄罗斯3例，来自美国2例，来自加拿大2例，来自泰国2例，来自东帝汶1例，来自埃塞俄比亚1例，来自阿联酋1例，来自马来西亚1例，来自英国1例，来自吉布提1例，来自格鲁吉亚1例，来自智利1例。
6月24日，报告6例境外输入性新冠肺炎确诊病例，其中来自德国2例，其余分别来自台湾、英国、西班牙和美国。新增治愈出院3例，其中来自俄罗斯1例，来自英国1例，来自柬埔寨1例。
6月25日，报告3例境外输入性新冠肺炎确诊病例，分别来自美国、荷兰和柬埔寨。新增治愈出院5例，其中来自刚果金1例，来自以色列1例，来自西班牙1例，来自俄罗斯1例，来自阿联酋1例。
6月26日，报告1例境外输入性新冠肺炎确诊病例，来自以色列。
6月27日，报告1例境外输入性新冠肺炎确诊病例，来自马里。新增治愈出院4例，其中来自柬埔寨1例，来自刚果金1例，来自几内亚1例，来自台湾地区1例。
6月28日，报告1例境外输入性新冠肺炎确诊病例，来自斯里兰卡。新增治愈出院1例，来自台湾地区。
6月30日，报告2例境外输入性新冠肺炎确诊病例，分别来自英国和西班牙。新增治愈出院8例，其中来自英国1例，来自几内亚1例，来自埃塞俄比亚1例，来自加拿大1例，来自柬埔寨1例，来自斯里兰卡1例，来自刚果金1例，来自荷兰1例。

## 2021年7月
7月1日，报告3例境外输入性新冠肺炎确诊病例，分别来自阿联酋、台湾和德国。新增治愈出院4例，其中来自柬埔寨2例，来自阿联酋1例，来自泰国1例。
7月2日，报告4例境外输入性新冠肺炎确诊病例，分别来自西班牙、埃塞俄比亚、英国和台湾。新增治愈出院4例，其中来自法国2例，来自马尔代夫1例，来自泰国1例。
7月3日，报告1例境外输入性新冠肺炎确诊病例，来自阿联酋。新增治愈出院2例，其中来自美国1例，来自台湾地区1例。
7月4日，报告6例境外输入性新冠肺炎确诊病例，其中来自台湾2例，其余分别来自日本、布基纳法索、英国和泰国。新增治愈出院2例，其中来自俄罗斯1例，来自台湾地区1例。
7月5日，报告4例境外输入性新冠肺炎确诊病例，其中来自柬埔寨3例，来自马尔代夫1例。新增治愈出院1例，来自美国。
7月6日，报告4例境外输入性新冠肺炎确诊病例，分别来自法国、塞内加尔、斯里兰卡和泰国。新增治愈出院1例，来自台湾地区。
7月7日，报告8例境外输入性新冠肺炎确诊病例，其中来自台湾3例，其余分别来自以色列、捷克、加拿大和阿联酋。新增治愈出院2例，其中来自刚果金1例，来自以色列1例。
7月8日，报告3例境外输入性新冠肺炎确诊病例，分别来自塞舌尔、斯里兰卡和柬埔寨。新增治愈出院1例，来自俄罗斯。
7月9日，报告6例境外输入性新冠肺炎确诊病例，其中来自英国和台湾各2例，其余分别来自日本和柬埔寨。新增治愈出院2例，其中来自西班牙1例，来自美国1例。
7月10日，报告3例境外输入性新冠肺炎确诊病例，分别来自美国、荷兰和台湾。新增治愈出院2例，其中来自俄罗斯1例，来自西班牙1例。
7月11日，报告1例境外输入性新冠肺炎确诊病例，来自俄罗斯。新增治愈出院4例，其中来自俄罗斯2例，来自刚果金1例，来自阿联酋1例。
7月12日，报告5例境外输入性新冠肺炎确诊病例，分别来自阿联酋、俄罗斯、加拿大、马里和斯里兰卡。新增治愈出院4例，其中来自台湾地区2例，来自阿联酋1例，来自英国1例。
7月13日，报告5例境外输入性新冠肺炎确诊病例，分别来自新加坡、美国、西班牙、英国和塞尔维亚。
7月14日，无新增确诊病例。新增治愈出院7例，其中来自俄罗斯3例，来自英国1例，来自阿联酋1例，来自布基纳法索1例，来自埃塞俄比亚1例。
7月15日，报告6例境外输入性新冠肺炎确诊病例，其中来自台湾2例，其余分别来自几内亚、荷兰、西班牙和泰国。
7月16日，报告3例境外输入性新冠肺炎确诊病例，分别来自巴西、尼日利亚和乌克兰。新增治愈出院5例，其中来自英国1例，来自法国1例，来自塞内加尔1例，来自泰国1例，来自台湾地区1例。
7月17日，报告1例境外输入性新冠肺炎确诊病例，来自埃塞俄比亚。新增治愈出院10例，其中来自台湾地区3例，来自西班牙2例，来自以色列1例，来自美国1例，来自捷克1例，来自加拿大1例，来自俄罗斯1例。
7月18日，报告4例境外输入性新冠肺炎确诊病例，其中来自美国2例，其余分别来自阿联酋和台湾。新增治愈出院1例，来自斯里兰卡。
7月19日，报告3例境外输入性新冠肺炎确诊病例，其中来自台湾2例，来自塞舌尔1例。新增治愈出院3例，其中来自日本1例，来自阿联酋1例，来自柬埔寨1例。
7月20日，报告2例境外输入性新冠肺炎确诊病例，分别来自塞尔维亚和英国。新增治愈出院6例，其中来自柬埔寨2例，来自台湾地区1例，来自西班牙1例，来自泰国1例，来自塞内加尔1例。
7月21日，报告2例境外输入性新冠肺炎确诊病例，分别来自加拿大和吉布提。新增治愈出院3例，其中来自台湾地区1例，来自塞舌尔1例，来自日本1例。
7月22日，报告3例境外输入性新冠肺炎确诊病例，分别来自法国、阿联酋和西班牙。新增治愈出院5例，其中来自台湾地区1例，来自刚果金1例，来自斯里兰卡1例，来自加拿大1例，来自马里1例。
7月23日，报告2例境外输入性新冠肺炎确诊病例，分别来自美国和塞内加尔。
7月24日，报告4例境外输入性新冠肺炎确诊病例，其中来自日本2例，其余分别来自罗马尼亚和美国。新增治愈出院1例，来自泰国。
7月25日，无新增确诊病例。新增治愈出院2例，其中来自美国1例，来自荷兰1例。
7月26日，报告4例境外输入性新冠肺炎确诊病例，其中来自斯里兰卡2例，其余分别来自俄罗斯和巴林。新增治愈出院2例，其中来自俄罗斯1例，来自台湾地区1例。
7月27日，报告1例境外输入性新冠肺炎确诊病例，来自巴西。新增治愈出院1例，来自马里。
7月28日，无新增确诊病例。新增治愈出院4例，其中来自柬埔寨1例，来自斯里兰卡1例，来自新加坡1例，来自台湾地区1例。
7月29日，报告7例境外输入性新冠肺炎确诊病例，其中来自美国5例（一家五口），其余分别来自几内亚和尼日利亚。新增治愈出院3例，其中来自德国1例，来自柬埔寨1例，来自斯里兰卡1例。
7月30日，报告8例境外输入性新冠肺炎确诊病例，其中来自刚果金和泰国各2例，其余分别来自埃塞俄比亚、英国、塞内加尔和西班牙。新增治愈出院2例，其中来自英国1例，来自塞尔维亚1例。
7月31日，报告5例境外输入新冠肺炎确诊病例，其中来自泰国2例，其余分别来自塞内加尔、哥斯达黎加和英国。新增治愈出院9例，其中来自英国1例，来自马尔代夫1例，来自柬埔寨1例，来自俄罗斯1例，来自西班牙1例，来自巴西1例，来自尼日利亚1例，来自埃塞俄比亚1例，来自吉布提1例。

## 2021年8月
8月1日，报告2例境外输入性新冠肺炎确诊病例，分别来自英国和俄罗斯。新增治愈出院4例，其中来自台湾地区2例，来自英国1例，来自乌克兰1例。
8月2日，报告3例境外输入性新冠肺炎确诊病例，分别来自挪威、台湾和泰国。新增治愈出院4例，其中来自台湾地区2例，来自日本1例，来自美国1例。新增本地新冠肺炎确诊病例1例，该病例常住浦东新区，为浦东机场货运区外航货机服务人员。按单位要求赴医疗机构进行核酸检测，结果为阳性。8月2日，市疾控中心核酸检测复核结果为阳性。经专家组会诊，综合临床、影像学表现和实验室核酸检测结果，诊断为新冠肺炎确诊病例。8月4日，上海市卫健委主任邬惊雷介绍，上海市疾控中心已经基本完成8月2日上海新增本土病例的流行病学调查和基因测序工作。流行病学调查发现，该病例在发病前14天未接触过外省市相关病例、无症状感染者和密切接触者，发病前14天内没有国内中高风险地区旅居史，也没有进口冷链物流接触史。同时现场调查还发现，该病例在7月22日—23日中曾有在污染环境中解开防护服等高风险行为。基因测序结果显示，该病例感染的新冠病毒属于德尔塔变异株。
8月3日，报告2例境外输入性新冠肺炎确诊病例，均来自泰国。
8月4日，报告9例境外输入性新冠肺炎确诊病例，其中来自俄罗斯4例，来自阿联酋2例，其余分别来自南非、美国和法国。新增治愈出院3例，其中来自台湾地区1例，来自英国1例，来自阿联酋1例。
8月5日，报告8例境外输入性新冠肺炎确诊病例，其中来自美国3例，来自西班牙2例，其余分别来自刚果金、英国和阿联酋。新增治愈出院4例，其中来自巴西1例，来自美国1例，来自巴林1例，来自斯里兰卡1例。
8月6日，报告9例境外输入性新冠肺炎确诊病例，其中来自美国、巴西和苏里南各2例，其余分别来自日本、博茨瓦纳和土耳其。新增治愈出院3例，其中来自德国1例，来自荷兰1例，来自阿联酋1例。其中篮球运动员林書豪被确诊。
8月7日，报告6例境外输入性新冠肺炎确诊病例，其中来自英国和俄罗斯2例，其余分别来自美国和西班牙。新增治愈出院3例，其中来自柬埔寨1例，来自英国1例，来自塞尔维亚1例。
8月8日，报告8例境外输入性新冠肺炎确诊病例，其中来自俄罗斯4例，其余分别来自巴西、英国、日本和泰国。新增治愈出院2例，其中来自加拿大1例，来自斯里兰卡1例。
8月9日，报告9例境外输入性新冠肺炎确诊病例，其中来自俄罗斯和美国各3例，其余分别来自英国、斯里兰卡和亚美尼亚。新增治愈出院6例，其中来自泰国2例，来自英国1例，来自巴西1例，来自几内亚1例，来自俄罗斯1例。
8月10日，报告4例境外输入性新冠肺炎确诊病例，分别来自俄罗斯、泰国、塞尔维亚和美国。新增治愈出院4例，其中来自德国1例，来自罗马尼亚1例，来自英国1例，来自泰国1例。
8月11日，报告5例境外输入性新冠肺炎确诊病例，分别来自俄罗斯、美国、哥伦比亚、日本和尼日利亚。新增治愈出院1例，来自埃塞俄比亚。
8月12日，报告5例境外输入性新冠肺炎确诊病例，分别来自马来西亚、阿联酋、塞内加尔、荷兰和美国。新增治愈出院2例，其中来自法国1例，来自塞内加尔1例。
8月13日，报告5例境外输入性新冠肺炎确诊病例，其中来自俄罗斯2例，其余分别来自西班牙、泰国和刚果布。新增治愈出院6例，其中来自泰国4例，来自西班牙1例，来自台湾地区1例。
8月14日，报告6例境外输入性新冠肺炎确诊病例，分别来自马里、科特迪瓦、贝宁、埃塞俄比亚、泰国和苏里南。新增治愈出院1例，来自日本。
8月15日，报告2例境外输入性新冠肺炎确诊病例，分别来自塞内加尔和英国。新增治愈出院3例，其中来自英国2例，来自阿联酋1例。
8月16日，报告7例境外输入性新冠肺炎确诊病例，分别来自英国、肯尼亚、俄罗斯、美国、塞内加尔、香港和斯里兰卡。新增治愈出院2例，其中来自巴西1例，来自美国1例。
8月17日，报告5例境外输入性新冠肺炎确诊病例，分别来自斯里兰卡、马尔代夫、牙买加、日本和尼日利亚。新增治愈出院4例，其中来自英国1例，来自美国1例，来自塞舌尔1例，来自俄罗斯1例。
8月18日，松江区新增一例本土新冠肺炎轻型病例，该病例为松江区中心医院工作人员，女性，25岁，已全程接种新冠疫苗。流行病学调查显示曾因眼疾到过上海市五官科医院就诊。该病例所感染的新冠病毒为德尔塔变异毒株，与近期由集中隔离点闭环送至松江区中心医院发热留观室排查的境外输入确诊病例病毒高度同源，属于同一传播链，与近期中国其他地方本土病例病毒同源性低。当日，上海报告5例境外输入性新冠肺炎确诊病例，分别来自俄罗斯、泰国、马来西亚、法国和塞内加尔。新增治愈出院6例，其中来自刚果金2例，来自英国1例，来自美国1例，来自阿联酋1例，来自俄罗斯1例。
8月19日，报告2例境外输入性新冠肺炎确诊病例，分别来自西班牙和埃塞俄比亚。新增治愈出院6例，其中来自俄罗斯2例，来自南非1例，来自美国1例，来自日本1例，来自亚美尼亚1例。
8月20日，浦东机场境外货运作业区工作的2名工作人员確診。同日，上海报告2例境外输入性新冠肺炎确诊病例，分别来自西班牙和日本。新增治愈出院5例，其中来自塞内加尔1例，来自巴西1例，来自几内亚1例，来自俄罗斯1例，来自塞尔维亚1例。本地确诊病例治愈出院1例。
8月21日，浦东新区新增3例本土确诊病例，均为浦东机场境外货机作业人员。同日，上海报告9例境外输入性新冠肺炎确诊病例，其中来自新加坡和西班牙各2例，其余分别来自马尔代夫、泰国、日本、瑞士和德国。新增治愈出院1例，来自西班牙。
8月22日，报告4例境外输入性新冠肺炎确诊病例，分别来自新加坡、阿联酋、美国和英国。新增治愈出院2例，其中来自法国1例，来自美国1例。
8月23日，报告9例境外输入性新冠肺炎确诊病例，其中来自泰国3例，来自美国2例，其余分别来自日本、阿联酋、阿尔巴尼亚和英国。新增治愈出院7例，其中来自尼日利亚1例，来自日本1例，来自哥伦比亚1例，来自美国1例，来自巴西1例，来自泰国1例，来自英国1例。同日，上海市新冠肺炎疫情防控工作领导小组办公室发布5例本土确诊病例溯源结果，经流行病学调查显示病例发病前14天内均无境内本土确诊病例和无症状感染者以及密切接触者的接触史，均无境外和国内中高风险地区旅居史，均无相关冷链物流暴露史。经国家和上海市专家综合研判分析，本土确诊病例的感染来源可以聚焦在暴露于境外输入病毒污染的人员或环境，个人存在防护疏忽而引发的感染。
8月24日，报告4例境外输入性新冠肺炎确诊病例，其中3例来自美国，另外1例来自埃塞俄比亚。新增治愈出院4例，其中来自俄罗斯2例，来自泰国1例，来自埃塞俄比亚1例。新增本地新冠肺炎确诊病例2例，其中病例1为浦东机场境外货机作业人员，系8月20日确诊本地病例2的密切接触者；病例2为中国籍，系8月18日确诊本地病例的密切接触者，常住松江区。
8月25日，报告3例境外输入性新冠肺炎确诊病例，分别来自英国、西班牙和马来西亚。新增治愈出院6例，其中来自美国2例，来自塞内加尔1例，来自哥斯达黎加1例，来自博茨瓦纳1例，来自斯里兰卡1例。
8月26日，报告7例境外输入性新冠肺炎确诊病例，其中来自美国3例，来自阿联酋2例，其余分别来自法国和坦桑尼亚。新增治愈出院6例，其中来自俄罗斯2例，来自西班牙1例，来自美国1例，来自阿联酋1例，来自马里1例。新增本地新冠肺炎确诊病例1例，该病例为浦东机场境外货机作业人员，系之前确诊本地病例的密切接触者，常住浦东新区。
8月27日，报告4例境外输入性新冠肺炎确诊病例，分别来自泰国、巴西、英国和厄瓜多尔。新增治愈出院8例，其中来自俄罗斯2例，来自美国2例，来自泰国1例,来自英国1例，来自马尔代夫1例，来自牙买加1例。
8月28日，报告5例境外输入性新冠肺炎确诊病例，其中来自英国2例，其余分别来自纳米比亚、西班牙和日本。新增治愈出院8例，其中来自塞内加尔2例，来自阿联酋1例，来自俄罗斯1例,来自巴西1例，来自苏里南1例，来自泰国1例，来自马来西亚1例。
8月29日，报告5例境外输入性新冠肺炎确诊病例，其中来自英国2例，其余分别来自英国、墨西哥和泰国。新增治愈出院4例，其中来自泰国1例，来自日本1例，来自荷兰1例，来自埃塞俄比亚1例。
8月30日，报告4例境外输入性新冠肺炎确诊病例，分别来自日本、加纳、尼日利亚和美国。新增治愈出院2例，其中来自斯里兰卡1例，来自土耳其1例。
8月31日，报告3例境外输入性新冠肺炎确诊病例，均来自日本。新增治愈出院6例，其中来自美国2例，来自刚果金1例，来自俄罗斯1例，来自泰国1例，来自新加坡1例。

## 2021年9月
9月1日，报告6例境外输入性新冠肺炎确诊病例，其中来自美国2例，其余分别来自加纳、泰国、阿联酋和英国。新增治愈出院3例，其中来自美国2例，来自新加坡1例。
9月2日，报告8例境外输入性新冠肺炎确诊病例，其中来自美国3例，其余分别来自英国、西班牙、阿根廷、纳米比亚和斐济。新增治愈出院5例，其中来自美国2例，来自苏里南1例，来自英国1例，来自泰国1例。
9月3日，报告8例境外输入性新冠肺炎确诊病例，其中来自波黑和圭亚那各2例，其余分别来自日本、法国、乌克兰和英国。新增治愈出院2例，其中来自新加坡1例，来自阿联酋1例。
9月4日，报告9例境外输入性新冠肺炎确诊病例，其中来自美国2例，其余分别来自德国、毛里塔尼亚、科特迪瓦、马里、泰国、台湾和英国。新增治愈出院9例，其中来自阿联酋1例，来自日本1例，来自西班牙1例，来自俄罗斯1例，来自泰国1例，来自塞内加尔1例，来自马尔代夫1例，来自瑞士1例，来自英国1例。
9月5日，报告2例境外输入性新冠肺炎确诊病例，分别来自埃塞俄比亚和泰国。新增治愈出院3例，其中来自日本1例，来自斯里兰卡1例，来自阿联酋1例。
9月6日，报告4例境外输入性新冠肺炎确诊病例，分别来自泰国、英国、日本和加纳。新增治愈出院8例，其中来自西班牙2例，来自日本1例，来自俄罗斯1例，来自英国1例，来自挪威1例，来自法国1例，来自厄瓜多尔1例。新增治愈出院本土确诊病例1例。
9月7日，报告6例境外输入性新冠肺炎确诊病例，其中来自美国和泰国各2例，其余分别来自卢森堡和英国。新增治愈出院2例，其中来自俄罗斯1例，来自日本1例。
9月8日，报告2例境外输入性新冠肺炎确诊病例，均来自泰国。新增治愈出院4例，其中来自泰国1例，来自纳米比亚1例，来自英国1例，来自墨西哥1例。
9月9日，报告4例境外输入性新冠肺炎确诊病例，分别来自瑞士、巴西、阿联酋和英国。新增治愈出院6例，其中来自刚果布1例，来自英国1例，来自尼日利亚1例，来自阿联酋1例，来自坦桑尼亚1例，来自西班牙1例。
9月10日，报告2例境外输入性新冠肺炎确诊病例，分别来自英国和阿根廷。新增治愈出院3例，其中来自美国2例，来自泰国1例。
9月11日，报告3例境外输入性新冠肺炎确诊病例，分别来自西班牙、科特迪瓦和美国。新增治愈出院9例，其中来自美国2例，来自泰国2例，来自苏里南1例，来自尼日利亚1例，来自西班牙1例，来自巴西1例，来自加纳1例。
9月12日，报告5例境外输入性新冠肺炎确诊病例，其中来自英国2例，其余分别来自日本、以色列和韩国。新增治愈出院8例，其中来自西班牙2例，来自美国1例，来自泰国1例，来自马来西亚1例，来自塞内加尔1例，来自纳米比亚1例，来自阿联酋1例。
9月13日，报告6例境外输入性新冠肺炎确诊病例，其中来自英国2例，其余分别来自阿联酋、斯里兰卡、韩国和几内亚。新增治愈出院6例，其中来自英国1例，来自美国1例，来自肯尼亚1例，来自法国1例，来自西班牙1例，来自德国1例。新增治愈出院本土确诊病例1例。
9月14日，报告2例境外输入性新冠肺炎确诊病例，分别来自泰国和日本。新增治愈出院10例，其中来自美国2例，来自俄罗斯1例，来自日本1例，来自埃塞俄比亚1例，来自加纳1例，来自阿根廷1例，来自毛里塔尼亚1例，来自马里1例，来自台湾地区1例。
9月15日，报告2例境外输入性新冠肺炎确诊病例，分别来自美国和日本。新增治愈出院3例，其中来自英国1例，来自美国1例，来自泰国1例。
9月16日，报告1例境外输入性新冠肺炎确诊病例，来自坦桑尼亚。新增治愈出院4例，其中来自俄罗斯1例，来自美国1例，来自英国1例，来自泰国1例。
9月17日，报告2例境外输入性新冠肺炎确诊病例，分别来自埃塞俄比亚和美国。新增治愈出院4例，其中来自泰国2例，来自法国1例，来自卢森堡1例。
9月18日，报告2例境外输入性新冠肺炎确诊病例，分别来自新加坡和加纳。新增治愈出院6例，其中来自美国2例，来自科特迪瓦1例，来自日本1例，来自英国1例，来自加纳1例。
9月19日，报告4例境外输入性新冠肺炎确诊病例，分别来自纳米比亚、塔吉克斯坦、日本和马里。新增治愈出院7例，其中来自美国1例，来自英国1例，来自日本1例，来自斐济1例，来自泰国1例，来自阿联酋1例，来自巴西1例。新增治愈出院本土病例2例。
9月20日，报告6例境外输入性新冠肺炎确诊病例，分别来自美国、科特迪瓦、泰国、日本、阿联酋和斯里兰卡。新增治愈出院6例，其中来自日本2例，来自英国2例，来自马来西亚1例，来自阿根廷1例。
9月21日，报告6例境外输入性新冠肺炎确诊病例，分别来自刚果金、斯里兰卡、美国、西班牙、德国和马来西亚。新增治愈出院4例，其中来自美国3例，来自西班牙1例。
9月22日，报告2例境外输入性新冠肺炎确诊病例，分别来自日本和巴西。新增治愈出院5例，其中来自泰国2例，来自美国1例，来自尼日利亚1例，来自韩国1例。
9月23日，报告9例境外输入性新冠肺炎确诊病例，其中来自英国2例，其余分别来自日本、俄罗斯、阿联酋、美国、科特迪瓦、哈萨克斯坦和格鲁吉亚。新增治愈出院4例，其中来自英国1例，来自斯里兰卡1例，来自阿联酋1例，来自香港1例。新增治愈出院本土确诊病例1例。
9月24日，报告6例境外输入性新冠肺炎确诊病例，分别来自阿联酋、马里、塞尔维亚、智利、乌干达和英国。新增治愈出院3例，其中来自美国1例，来自波黑1例，来自日本1例。
9月25日，报告2例境外输入性新冠肺炎确诊病例，分别来自刚果布和墨西哥。新增治愈出院2例，其中来自美国1例，来自埃塞俄比亚1例。
9月26日，报告1例境外输入性新冠肺炎确诊病例，来自几内亚。新增治愈出院7例，其中来自英国3例，来自日本1例，来自坦桑尼亚1例，来自泰国1例，来自阿尔巴尼亚1例。
9月27日，无新增确诊病例。新增治愈出院7例，其中来自美国2例，来自日本2例，来自英国1例，来自德国1例，来自埃塞俄比亚1例。
9月28日，报告2例境外输入性新冠肺炎确诊病例，分别来自塞内加尔和斯里兰卡。新增治愈出院4例，其中来自西班牙2例，来自阿联酋1例，来自美国1例。新增治愈出院本土确诊病例1例。
9月29日，报告3例境外输入性新冠肺炎确诊病例，分别来自英国、法国和刚果金。新增治愈出院3例，其中来自圭亚那1例，来自加纳1例，来自日本1例。
9月30日，报告5例新增境外输入性新冠肺炎确诊病例，其中来自斐济2例，其余分别来自新加坡、美国和塞尔维亚。新增治愈出院12例，其中来自圭亚那1例，来自德国1例，来自英国1例，来自瑞士1例，来自以色列1例，来自韩国1例，来自几内亚1例，来自泰国1例，来自斯里兰卡1例，来自美国1例，来自阿联酋1例，来自日本1例。

## 2021年10月
10月1日，报告9例新增境外输入性新冠肺炎确诊病例，其中来自斯里兰卡和苏里南各2例，其余分别来自英国、苏丹、刚果布、日本和以色列。新增治愈出院6例，其中来自纳米比亚1例，来自塔吉克斯坦1例，来自刚果金1例，来自西班牙1例，来自德国1例，来自马来西亚1例。
10月2日，报告7例新增境外输入性新冠肺炎确诊病例，其中来自以色列4例，其余分别来自坦桑尼亚、日本和德国。新增治愈出院5例，其中来自科特迪瓦2例，来自日本2例，来自英国1例。
10月3日，报告3例新增境外输入性新冠肺炎确诊病例，分别来自苏里南、台湾和俄罗斯。新增治愈出院4例，其中来自波黑1例，来自新加坡1例，来自阿联酋1例，来自俄罗斯1例。
10月4日，报告6例新增境外输入性新冠肺炎确诊病例，分别来自坦桑尼亚、墨西哥、贝宁、阿联酋、美国和英国。新增治愈出院1例，来自美国。
10月5日，报告4例新增境外输入性新冠肺炎确诊病例，其中来自塞内加尔2例，其余分别来自格鲁吉亚和日本。新增治愈出院1例，来自英国。
10月6日，报告4例新增境外输入性新冠肺炎确诊病例，分别来自乌干达、苏里南、俄罗斯和巴西。新增治愈出院7例，其中来自美国1例，来自西班牙1例，来自日本1例，来自斯里兰卡1例，来自阿联酋1例，来自刚果布1例，来自几内亚1例。
10月7日，报告8例新增境外输入性新冠肺炎确诊病例，其中来自阿联酋2例，其余分别来自俄罗斯、乌干达、英国、塞尔维亚、秘鲁和坦桑尼亚。新增治愈出院5例，其中来自美国2例，来自英国2例，来自智利1例。
10月8日，报告2例新增境外输入性新冠肺炎确诊病例，分别来自几内亚和赞比亚。新增治愈出院2例，其中来自美国1例，来自科特迪瓦1例。
10月9日，报告6例新增境外输入性新冠肺炎确诊病例，分别来自贝宁、泰国、多哥、利比里亚、墨西哥和日本。新增治愈出院12例，其中来自英国4例，来自美国2例，来自贝宁1例，来自日本1例，来自巴西1例，来自乌干达1例，来自墨西哥1例，来自刚果金1例。
10月10日，报告3例新增境外输入性新冠肺炎确诊病例，分别来自英国、坦桑尼亚和美国。新增治愈出院3例，其中来自格鲁吉亚1例，来自塞内加尔1例，来自斐济1例。
10月11日，报告3例新增境外输入性新冠肺炎确诊病例，其中来自俄罗斯2例，另1例来自塞尔维亚。新增治愈出院9例，其中来自日本2例，来自乌克兰1例，来自英国1例，来自斐济1例，来自以色列1例，来自苏丹1例，来自刚果布1例，来自斯里兰卡1例。
10月12日，报告2例新增境外输入性新冠肺炎确诊病例，分别来自斯里兰卡和英国。新增治愈出院5例，其中来自马里1例，来自美国1例，来自斯里兰卡1例，来自坦桑尼亚1例，来自以色列1例。
10月13日，报告1例新增境外输入性新冠肺炎确诊病例，来自以色列。新增治愈出院1例，来自马里。
10月14日，报告1例新增境外输入性新冠肺炎确诊病例，来自台湾。新增治愈出院5例，其中来自阿联酋1例，来自塞尔维亚1例，来自英国1例，来自美国1例，来自贝宁1例。
10月15日，报告4例新增境外输入性新冠肺炎确诊病例，分别来自日本、刚果金、俄罗斯和塞尔维亚。新增治愈出院4例，其中来自塞内加尔2例，来自科特迪瓦1例，来自格鲁吉亚1例。
10月16日，报告5例新增境外输入性新冠肺炎确诊病例，分别来自塔吉克斯坦、以色列、加拿大、英国和美国。新增治愈出院1例，来自台湾地区。
10月17日，报告6例新增境外输入性新冠肺炎确诊病例，其中来自俄罗斯4例，其余分别来自法国和乌克兰。新增治愈出院5例，其中来自美国1例，来自日本1例，来自乌干达1例，来自阿联酋1例，来自坦桑尼亚1例。
10月18日，报告5例新增境外输入性新冠肺炎确诊病例，其中来自俄罗斯2例，其余分别来自尼日利亚、赤道几内亚和保加利亚。新增治愈出院1例，来自赞比亚。
10月19日，报告7例新增境外输入性新冠肺炎确诊病例，分别来自以色列、乌克兰、塞尔维亚、毛里塔尼亚、新加坡、俄罗斯和塞尔维亚。新增治愈出院7例，其中来自英国2例，来自哈萨克斯坦1例，来自新加坡1例，来自墨西哥1例，来自多哥1例，来自利比里亚1例。
10月20日，报告6例新增境外输入性新冠肺炎确诊病例，其中来自塞尔维亚2例，其余分别来自英国、苏里南、坦桑尼亚和美国。新增治愈出院3例，其中来自日本1例，来自美国1例，来自坦桑尼亚1例。
10月21日，报告2例新增境外输入性新冠肺炎确诊病例，分别来自英国和格鲁吉亚。新增治愈出院8例，其中来自塞尔维亚2例，来自斯里兰卡1例，来自以色列1例，来自苏里南1例，来自几内亚1例，来自日本1例，来自贝宁1例。
10月22日，报告3例新增境外输入性新冠肺炎确诊病例，分别来自俄罗斯、英国和塞尔维亚。新增治愈出院5例，其中来自坦桑尼亚1例，来自墨西哥1例，来自阿联酋1例，来自秘鲁1例，来自英国1例。
10月23日，报告4例新增境外输入性新冠肺炎确诊病例，其中来自英国2例，其余分别来自瑞士和美国。新增治愈出院1例，来自以色列。
10月24日，报告1例新增境外输入性新冠肺炎确诊病例，来自塞尔维亚。新增治愈出院4例，其中来自英国1例，来自苏里南1例，来自以色列1例，来自台湾地区1例。
10月25日，报告2例新增境外输入性新冠肺炎确诊病例，均来自美国。新增治愈出院6例，其中来自俄罗斯2例，来自斯里兰卡1例，来自英国1例，来自塞尔维亚1例，来自刚果金1例。
10月26日，报告2例新增境外输入性新冠肺炎确诊病例，分别来自马里和意大利。新增治愈出院4例，其中来自法国1例，来自乌干达1例，来自塔吉克斯坦1例，来自加拿大1例。
10月27日，无新增确诊病例。新增治愈出院3例，其中来自塞尔维亚1例，来自苏里南1例，来自俄罗斯1例。
10月28日，报告3例境外输入性新冠肺炎确诊病例，分别来自亚美尼亚、美国和以色列。新增治愈出院2例，其中来自泰国1例，来自以色列1例。
10月29日，报告5例境外输入性新冠肺炎确诊病例，分别来自刚果布、巴西、加纳、尼日利亚和几内亚。新增治愈出院4例，其中来自以色列1例，来自俄罗斯1例，来自塞尔维亚1例，来自毛里塔尼亚1例。
10月30日，报告9例境外输入性新冠肺炎确诊病例，其中来自保加利亚和尼日利亚各2例，其余分别来自美国、塞内加尔、塞尔维亚、加拿大和台湾。新增治愈出院6例，其中来自苏里南2例，来自英国1例，来自新加坡1例，来自坦桑尼亚1例，来自美国1例。
10月31日，报告9例境外输入性新冠肺炎确诊病例，其中来自尼日利亚、俄罗斯和美国各2例，其余分别来自乌克兰、英国和新加坡。新增治愈出院2例，其中来自俄罗斯1例，来自格鲁吉亚1例。

## 2021年11月
11月1日，报告5例境外输入性新冠肺炎确诊病例，其中来自尼日利亚2例，其余分别来自摩洛哥、新加坡和俄罗斯。新增治愈出院9例，其中来自俄罗斯3例，来自塞尔维亚2例，来自日本1例，来自尼日利亚1例，来自赤道几内亚1例，来自英国1例。
11月2日，报告5例境外输入性新冠肺炎确诊病例，其中来自俄罗斯2例，其余分别来自墨西哥、西班牙和塞尔维亚。新增治愈出院4例，其中来自法国1例，来自保加利亚1例，来自塞尔维亚1例，来自英国1例。
11月3日，报告3例境外输入性新冠肺炎确诊病例，分别来自泰国、西班牙和芬兰。新增治愈出院2例，其中来自德国1例，来自塞尔维亚1例。
11月4日，报告3例境外输入性新冠肺炎确诊病例，分别来自阿联酋、贝宁和德国。新增治愈出院2例，均来自美国。
11月5日，报告3例境外输入性新冠肺炎确诊病例，分别来自阿联酋、马里和尼日利亚。
11月6日，报告3例境外输入性新冠肺炎确诊病例，其中来自英国2例，另1例来自美国。新增治愈出院1例，来自以色列。
11月7日，报告6例境外输入性新冠肺炎确诊病例，其中来自新加坡2例，其余分别来自哈萨克斯坦、英国、美国和日本。新增治愈出院4例，其中来自俄罗斯1例，来自美国1例，来自亚美尼亚1例，来自加纳1例。
11月8日，报告2例境外输入性新冠肺炎确诊病例，分别来自尼日利亚和新加坡。新增治愈出院2例，其中来自美国1例，来自几内亚1例。
11月9日，报告3例境外输入性新冠肺炎确诊病例，分别来自乌克兰、塞内加尔和喀麦隆。新增治愈出院8例，其中来自尼日利亚2例，来自意大利1例，来自以色列1例，来自加拿大1例，来自塞尔维亚1例，来自塞内加尔1例，来自台湾地区1例。
11月10日，报告4例境外输入性新冠肺炎确诊病例，其中3例来自新加坡，另1例来自塞尔维亚。新增治愈出院2例，其中来自尼日利亚1例，来自美国1例。
11月11日，报告6例境外输入性新冠肺炎确诊病例，其中3例来自尼日利亚，其余分别来自纳米比亚、刚果布和英国。新增治愈出院6例，其中来自俄罗斯2例，来自新加坡2例，来自英国1例，来自塞尔维亚1例。
11月12日，报告4例境外输入性新冠肺炎确诊病例，其中2例来自塞尔维亚，其余分别来自尼日利亚和美国。新增治愈出院2例，其中来自塞尔维亚1例，来自西班牙1例。
11月13日，报告5例境外输入性新冠肺炎确诊病例，其中2例来自以色列，其余分别来自德国、巴布亚新几内亚和立陶宛。新增治愈出院5例，其中来自俄罗斯2例，来自尼日利亚1例，来自芬兰1例，来自西班牙1例。
11月14日，报告5例境外输入性新冠肺炎确诊病例，分别来自乌克兰、美国、墨西哥、新加坡和日本。新增治愈出院3例，其中来自俄罗斯1例，来自阿联酋1例，来自贝宁1例。
11月15日，报告2例新增境外输入性新冠肺炎确诊病例，分别来自刚果布和几内亚。新增治愈出院6例，其中来自俄罗斯1例，来自英国1例，来自墨西哥1例，来自泰国1例，来自阿联酋1例，来自马里1例。
11月16日，报告1例新增境外输入性新冠肺炎确诊病例，来自日本。新增治愈出院4例，其中来自摩洛哥1例，来自尼日利亚1例，来自英国1例，来自美国1例。
11月17日，报告6例新增境外输入性新冠肺炎确诊病例，其中2例来自德国，其余分别来自美国、尼日利亚、阿联酋和塔吉克斯坦。新增治愈出院4例，其中来自尼日利亚1例，来自美国1例，来自日本1例，来自英国1例。
11月18日，报告7例新增境外输入性新冠肺炎确诊病例，分别来自日本、刚果布、美国、罗马尼亚、格鲁吉亚、智利和西班牙。新增治愈出院5例，其中来自刚果布1例，来自保加利亚1例，来自俄罗斯1例，来自英国1例，来自尼日利亚1例。
11月19日，报告6例新增境外输入性新冠肺炎确诊病例，分别来自阿联酋、刚果金、英国、美国、纳米比亚和德国。新增治愈出院4例，其中来自俄罗斯1例，来自喀麦隆1例，来自乌克兰1例，来自塞内加尔1例。
11月20日，报告3例新增境外输入性新冠肺炎确诊病例，其中2例来自以色列，另1例来自美国。
11月21日，报告5例新增境外输入性新冠肺炎确诊病例，分别来自加纳、牙买加、纳米比亚、尼日利亚和美国。新增治愈出院6例，其中来自尼日利亚2例，来自乌克兰1例，来自巴西1例，来自美国1例，来自刚果布1例。
11月22日，报告2例新增境外输入性新冠肺炎确诊病例，分别来自喀麦隆和阿联酋。新增治愈出院6例，其中来自塞尔维亚3例，来自尼日利亚2例，来自俄罗斯1例。
11月23日，报告5例新增境外输入性新冠肺炎确诊病例，分别来自刚果金、墨西哥、巴西、约旦和乌克兰。新增治愈出院7例，其中来自英国2例，来自德国2例，来自以色列2例，来自巴西1例。
11月24日，报告4例新增境外输入性新冠肺炎确诊病例，分别来自尼日利亚、德国、以色列和英国。新增治愈出院1例，来自纳米比亚。
11月25日，上海新增3例新冠肺炎本土确诊病例，新增病例在11月19-21日先后至苏州共同游玩。当日新增1例境外输入性确诊病例，来自泰国。新增治愈出院3例，其中来自保加利亚1例，来自俄罗斯1例，来自巴布亚新几内亚1例。
11月26日，上海报告5例新增境外输入性新冠肺炎确诊病例，其中2例来自尼日利亚，其余分别来自阿联酋、西班牙和苏里南。新增治愈出院3例，其中来自瑞士1例，来自马里1例，来自日本1例。
11月27日，上海市新冠肺炎疫情防控工作领导小组办公室发布消息，经市疾控中心实验室基因测序并经中国疾控中心确认，25日通报的3例病例所感染的新冠病毒为Delta变异株，病毒序列高度同源，为同一传播链，感染来源可以聚焦在外省市暴露于境外输入病毒污染的环境而引发的感染。当日上海新增本土无症状感染者1例，系11月25日确诊病例3的密切接触者。报告5例新增境外输入性新冠肺炎确诊病例，其中来自美国和英国各2例，其余来自坦桑尼亚。新增治愈出院3例，其中来自美国2例，来自阿联酋1例。
11月28日，报告6例新增境外输入性新冠肺炎确诊病例，其中来自尼日利亚和罗马利亚各2例，其余分别来自新加坡和赤道几内亚。新增治愈出院6例，其中来自乌克兰1例，来自墨西哥1例，来自尼日利亚1例，来自刚果布1例，来自罗马尼亚1例，来自美国1例。
11月29日，无新增确诊病例。新增治愈出院8例，其中来自哈萨克斯坦1例，来自乌克兰1例，来自日本1例，来自几内亚1例，来自德国1例，来自塔吉克斯坦1例，来自阿联酋1例，来自纳米比亚1例。
11月30日，报告3例新增境外输入性新冠肺炎确诊病例，分别来自塞内加尔、罗马尼亚和加拿大。

## 2021年12月
12月1日，报告3例新增境外输入性新冠肺炎确诊病例，分别来自德国、刚果金和塞尔维亚。新增治愈出院3例，其中来自智利1例，来自新加坡1例，来自尼日利亚1例。
12月2日，上海新增2例新冠肺炎本土确诊病例，病例均在外地居住两个月，11月18日由其女儿陪同坐高铁来沪。当日报告6例新增境外输入性新冠肺炎确诊病例，其中2例来自英国，其余分别来自刚果布、保加利亚、加拿大和埃塞俄比亚。新增治愈出院7例，其中来自尼日利亚2例，来自新加坡1例，来自英国1例，来自刚果金1例，来自以色列1例，来自阿联酋1例。
12月3日，上海市新冠肺炎疫情防控工作领导小组办公室发布消息，2例新冠肺炎本土确诊病例经市疾控中心实验室基因测序，结果为新冠病毒Delta变异株，其感染来源不排除暴露于境外输入病毒污染的环境而引发感染的可能。当日上海新增本土无症状感染者1例，系12月2日确诊病例2的密切接触者。新增6例境外输入性新冠肺炎确诊病例，其中来自美国和以色列各2例，其余分别来自苏丹和德国。新增治愈出院4例，其中来自乌克兰1例，来自墨西哥1例，来自巴西1例，来自刚果金1例。
12月4日，报告4例新增境外输入性新冠肺炎确诊病例，其中来自美国和英国各2例。新增治愈出院4例，其中来自以色列2例，来自美国1例，来自尼日利亚1例。
12月5日，报告5例新增境外输入性新冠肺炎确诊病例，其中来自俄罗斯2例，其余分别来自美国、加拿大和尼日利亚。新增治愈出院3例，其中来自新加坡1例，来自刚果布1例，来自泰国1例。
12月6日，报告5例新增境外输入性新冠肺炎确诊病例，其中来自美国和哈萨克斯坦各2例，另1例来自塞内加尔。新增治愈出院10例，其中来自德国2例，来自英国1例，来自纳米比亚1例，来自美国1例，来自尼日利亚1例，来自苏里南1例，来自格鲁吉亚1例，来自牙买加1例，来自阿联酋1例。
12月7日，上海新增本土新冠肺炎确诊病例1例。报告8例新增境外输入性新冠肺炎确诊病例，其中来自乌克兰2例，其余分别来自日本、尼日尔、瑞士、斯里兰卡、捷克和英国。新增治愈出院2例，其中来自新加坡1例，来自乌克兰1例。
12月8日，报告2例新增境外输入性新冠肺炎确诊病例，分别来自塞尔维亚和刚果金。新增治愈出院5例，其中来自坦桑尼亚1例，来自新加坡1例，来自哥斯达黎加1例，来自赤道几内亚1例，来自罗马尼亚1例。
12月9日，报告1例新增境外输入性新冠肺炎确诊病例，来自阿联酋。新增治愈出院5例，其中来自美国3例，来自尼日利亚1例，来自罗马尼亚1例。
12月10日，报告6例新增境外输入性新冠肺炎确诊病例，分别来自俄罗斯、刚果金、英国、乌克兰、刚果布和以色列。新增治愈出院9例，其中来自新加坡2例，来自立陶宛1例，来自日本1例，来自英国1例，来自尼日利亚1例，来自塞内加尔1例，来自罗马尼亚1例，来自加拿大1例。
12月11日，报告8例新增境外输入性新冠肺炎确诊病例，其中4例来自英国，其余分别来自西班牙、日本、以色列和德国。新增治愈出院2例，其中来自喀麦隆1例，来自英国1例。
12月12日，报告5例新增境外输入性新冠肺炎确诊病例，分别来自韩国、塞尔维亚、泰国、刚果布和埃塞俄比亚。新增治愈出院3例，其中来自保加利亚1例，来自加拿大1例，来自美国1例。
12月13日，报告6例新增境外输入性新冠肺炎确诊病例，其中3例来自新加坡（一家三口），其余分别来自美国、泰国和赞比亚。新增治愈出院2例，其中来自德国1例，来自以色列1例。
12月14日，报告3例新增境外输入性新冠肺炎确诊病例，其中2例来自塞尔维亚，另1例来自新加坡。新增治愈出院2例，其中来自刚果金1例，来自塞尔维亚1例。
12月15日，报告2例新增境外输入性新冠肺炎确诊病例，分别来自几内亚和德国。新增治愈出院2例，其中来自刚果布1例，来自加拿大1例。
12月16日，报告3例新增境外输入性新冠肺炎确诊病例，分别来自塞尔维亚、埃塞俄比亚和以色列。
12月17日，新增本土新冠肺炎确诊病例1例，系12月7日本土确诊病例的同事，已被集中隔离管控。新增12例新增境外输入性新冠肺炎确诊病例，其中来自英国3例，来自美国2例，其余分别来自埃塞俄比亚、莫桑比克、赞比亚、南非、马拉维、西班牙和尼日利亚。新增治愈出院4例，其中来自新加坡1例，来自德国1例，来自日本1例，来自斯里兰卡1例。
12月18日，新增本土无症状感染者1例。该无症状感染者曾在德国居住，于2021年5月在当地确诊，10月18日自德国回国，在外地入境并落实集中隔离。11月3日解除隔离后来沪。12月17日因外出需要，自行前往医院进行新冠病毒核酸检测，结果为阳性。经市疾控中心复核结果为阳性，后经诊断为无症状感染者。新增14例境外输入性新冠肺炎确诊病例，其中来自美国4例，来自牙买加和尼日利亚各2例，其余分别来自赞比亚、几内亚、萨尔瓦多、斯里兰卡、巴布亚新几内亚和俄罗斯。新增治愈出院1例，来自英国。
12月19日，报告16例新增境外输入性新冠肺炎确诊病例，其中来自美国7例，来自英国3例，其余分别来自格鲁吉亚、西班牙、尼日利亚、刚果金、牙买加和澳大利亚。新增治愈出院5例，其中来自英国2例，来自埃塞俄比亚1例，来自以色列1例，来自刚果金1例。
12月20日，报告5例新增境外输入性新冠肺炎确诊病例，其中来自美国3例，其余分别来自纳米比亚和英国。新增治愈出院3例，其中来自尼日利亚1例，来自俄罗斯1例，来自乌克兰1例。
12月21日，报告5例新增境外输入性新冠肺炎确诊病例，其中来自英国2例，其余分别来自阿联酋、格鲁吉亚和塞尔维亚。新增治愈出院2例，其中来自加纳1例，来自美国1例。
12月22日，报告11例新增境外输入性新冠肺炎确诊病例，其中来自美国5例，来自以色列和英国2例，其余分别来自日本和瑞士。新增治愈出院5例，其中来自刚果金1例，来自西班牙1例，来自英国1例，来自塞尔维亚1例，来自泰国1例。新增治愈出院本土确诊病例1例。
12月23日，报告8例新增境外输入性新冠肺炎确诊病例，其中来自美国4例，其余分别来自坦桑尼亚、俄罗斯、香港和英国。新增治愈出院2例，其中来自美国1例，来自赞比亚1例。其中自香港输入的病例为香港科技大學就读的23歲女学生。
12月24日，报告15例新增境外输入性新冠肺炎确诊病例，其中来自美国4例，来自英国3例，来自香港2例，其余分别来自几内亚、刚果金、刚果布、科特迪瓦、赞比亚和喀麦隆。新增治愈出院6例，其中来自以色列2例，来自哈萨克斯坦1例，来自尼日尔1例，来自美国1例，来自新加坡1例。
12月25日，报告18例新增境外输入性新冠肺炎确诊病例，其中来自美国9例，来自刚果金2例，其余分别来自几内亚、英国、塞尔维亚、匈牙利、埃塞俄比亚、以色列和巴布亚新几内亚。新增治愈出院7例，其中来自约旦2例，来自德国1例，来自泰国1例，来自英国1例，来自苏丹1例，来自塞尔维亚1例。
12月26日，报告11例新增境外输入性新冠肺炎确诊病例，其中来自美国3例，来自英国2例，其余分别来自阿根廷、巴拿马、刚果布、马里、埃塞俄比亚和加纳。新增治愈出院5例，其中来自美国1例，来自英国1例，来自塞尔维亚1例，来自埃塞俄比亚1例，来自以色列1例。新增治愈出院本土病例1例。
12月27日，报告8例新增境外输入性新冠肺炎确诊病例，其中来自美国4例，来自加拿大2例，其余分别来自刚果金和阿联酋。新增治愈出院8例，其中来自英国2例，来自美国1例，来自哈萨克斯坦1例，来自日本1例，来自俄罗斯1例，来自捷克1例，来自埃塞俄比亚1例。新增治愈出院本土病例1例。
12月28日，报告11例新增境外输入性新冠肺炎确诊病例，其中来自美国7例，来自加拿大2例，其余分别来自智利和印度尼西亚。新增治愈出院4例，其中来自塞内加尔1例，来自刚果布1例，来自美国1例，来自巴布亚新几内亚1例。
12月29日，新增治愈出院本土确诊病例1例，新增本土无症状感染者1例，系12月23日报告的一例在健康监测期间发现的境外输入确诊病例的密接人员。报告17例新增境外输入性新冠肺炎确诊病例，其中来自加拿大5例，来自美国3例，其余分别来自西班牙、刚果金、马里、巴拿马、格鲁吉亚、哥伦比亚、英国、阿联酋和荷兰。新增治愈出院5例，其中来自美国2例，来自塞尔维亚1例，来自澳大利亚1例，来自格鲁吉亚1例。
12月30日，报告9例新增境外输入性新冠肺炎确诊病例，其中来自加拿大3例，来自美国和加蓬各2例，其余分别来自法国和墨西哥。新增治愈出院3例，其中来自德国1例，来自斯里兰卡1例，来自纳米比亚1例。
12月31日，报告10例新增境外输入性新冠肺炎确诊病例，其中来自加拿大5例，其余分别来自英国、塞尔维亚、巴西、荷兰和西班牙。新增治愈出院5例，其中来自尼日利亚1例，来自塞尔维亚1例，来自英国1例，来自阿联酋1例，来自格鲁吉亚1例。新增治愈出院本土确诊病例1例。

## 外部連結
- 新冠肺炎疫情防控（页面存档备份，存于）—上海市卫生健康委员会